# Doreen Häntzsch
Doreen Kindt-Häntzsch (ur. 20 kwietnia 1982) – niemiecka szablistka, brązowa medalistka mistrzostw świata.
Podczas mistrzostw świata w Nîmes w 2001 roku Niemki w składzie: Sandra Benad, Doreen Häntzsch, Sabine Thieltges i Stefanie Kubissa zdobyły drużynowo brązowy medal. W rywalizacji indywidualnej zajęła tam 22. miejsce.
Nigdy nie wzięła udziału w igrzyskach olimpijskich.